# Kvaerner Fjellstrand

Kvaerner Fjellstrand est un chantier naval Norvégien connu pour avoir conçu les catamarans à grande vitesse Flying Cat, Fjellstrand A/S construisit son premier catamaran en 1976 et lança son premier Flying Cat en 1989.

## Liste non exhaustive des navires construits

### Flying cat 50
- Aremiti 4 (2000)
- San Gwann (2001)

### Flying Cat 40
- Le Cabestan
- Benchi Express (1993)
- Marin Marie (1994) navire français (visible dans la Manche)
- Victor Hugo(1996) navire français (visible dans la Manche)
- FastCat-Ryde (1996)
- FastCat-Shanklin (1996)
- Kommandøren (1990)
- Orone (1997)
- SNAV Aldebaran

### Foilcat
- Barca (1995)
- Halunder Jet (2003)
- Fjordprins (1987)
- Vingtor (1991)
- Nordic Jet